# 찰스 린드버그
찰스 오거스터스 린드버그(영어: Charles Augustus Lindbergh, 1902년 2월 4일 ~ 1974년 8월 26일)는 미국의 비행가, 군인, 작가, 발명가, 탐험가, 사회 활동가이다. 1927년에 미국 롱아일랜드에서 프랑스 파리를 최초로 무착륙 단독 횡단하는 데 성공했다.

## 생애
디트로이트 출생으로 1922년 위스콘신 주립 대학교를 중퇴하고, 비행 학교에 들어가 단독 비행을 시작하였다. 1924년 아메리카 항공 사관 학교에 입학하고 나중에 육군 대령이 되었다. 1926년 우편 비행사로서 시카고에서 세인트루이스까지 최초로 단독 비행하는 데 성공하였다. 샌디에이고에서 특수 단엽기를 만들어 그 비행기를 타고 샌디에이고에서 뉴욕까지 21시간 20분이란 최단 비행 기록을 수립하였다. 1927년 5월 20일, 위 비행기로 단독으로 뉴욕-파리 무착륙 대서양 횡단 비행에 성공하여 '하늘의 왕'이라는 찬사를 받았다.

## 학력
- 1922년 미국 위스콘신 주립대학교 항공공학과 중퇴 (이후 1954년에 명예 학사 졸업장을 수여받음.)
- 1923년 미국 육군비행학교 졸업 (1923년 미국 육군 준위 임관)
- 1924년 미국 육군항공사관학교 졸업 (1924년 미국 육군 소위 재임관)
- 1925년 미국 육군고등사관양성소 졸업 (1925년 미국 육군 중위 특진)
- 1930년 미국 육군보병학교 졸업
- 1931년 미국 육군포병학교 졸업
- 1932년 미국 버지니아 종합군사학원 졸업
- 1932년 미국 육군야전포병학교 졸업
- 1933년 미국 육군공병학교 졸업
- 1936년 미국 미주리 종합군사학원 졸업
- 1936년 미국 국방군사종합항공전술학교 졸업
- 1937년 미국 공군참모대학교 졸업
- 1938년 미국 육군지휘참모대학교 졸업
- 1940년 미국 국방대학교 행정학사

## 잘못 알려진 상식
찰스 린드버그는 대서양을 날아서 건넌 첫 번째 사람이라고 알려져 있으나 사실은 67번째 사람이다. 1919년 5월에 공군장교 앨버트 C. 리드가 5명의 승무원과 최초로 대서양 횡단을 비행을 했고, 1919년 6월에 영국인 존 올콕과 아서 휘튼 브라운이 최초로 논스톱 비행을 했다. 찰스 린드버그가 ‘세인트루이스 정신’이라는 이름의 비행기로 뉴욕에서 파리로 날아갔던 해인 1927년에는 이미 66명의 남자들이 대서양을 날아 건너간 뒤였다. 린드버그가 내세울 수 있는 유일한 기록은 서쪽에서 동쪽으로, 대륙에서 대륙으로 처음으로 혼자 무착륙으로 비행했다는 것이다. 하지만 그 일만으로 그가 죽어서도 그렇게 유명하게 되었다고 볼 수는 없다. 그것은 무엇보다도 파리에 착륙했다는 사실과 매스미디어의 덕분이었다.

## 같이 보기
- 린드버그 납치사건